# Pęcherzyk w kształcie czapki frygijskiej
Pęcherzyk w kształcie czapki frygijskiej – wariant anatomiczny budowy pęcherzyka żółciowego występujący u 4% populacji, polegający na obecności sfałdowania dna pęcherzyka żółciowego. Nazwa pochodzi od podobieństwa wyglądu pęcherzyka, którego dno ulega sfałdowaniu, do czapki frygijskiej. Zmiana ta jest zazwyczaj bezobjawowa, rzadko daje objawy kolkowego bólu prawego górnego kwadrantu brzucha.